# آق‌بلاغ فرج بیک
آق‌بلاغ فرج بیک یک منطقهٔ مسکونی در ایران است که در دهستان هندودر واقع شده‌است.